# برنيس فيشر
برنيس فيشر (بالإنجليزية: Bernice Fisher)‏ هي ناشِطة أمريكية، ولدت في 8 ديسمبر 1916 في Punxsutawney, Pennsylvania ‏ في الولايات المتحدة، وتوفيت في 2 مايو 1966 في نيويورك في الولايات المتحدة.